# Хаапсалу (железнодорожная станция)
Железнодорожная станция Хаапсалу (эст. Haapsalu raudteejaam) — комплекс станционных строений и исторического здания вокзала, служивший главным железнодорожным вокзалом в приморском курортном городе Хаапсалу, расположенном на западном побережье Эстонии, ныне не действует.
Строительство деревянного вокзала началось в мае 1904 года, а уже с декабря 1904 года стартовало движение отдельных поездов. Железнодорожная станция состоит из нескольких зданий: пассажирского терминала, павильона управления движением поездов, крытой террасы и крытого перрона длиной 216 метров.
Одноэтажная часть вокзала увенчана деревянным кружевом, а двухэтажный каменный зал ожидания имеет башню с часами на фасаде здания с северо-восточной стороны. Внутри строения лепные потолки и полы из мелкой керамической плитки, морские пейзажи были написаны в 1950-х годах.
Здание вокзала было спроектировано архитектором Карлом Верхаймом и инженером В. Вестфаленом, основное строительство велось в 1905—1907 годах. Регулярные пассажирские поезда прибывали на станцию до сентября 1995 года, а грузовые — до 2004 года. К 2014 году большая часть путей была разобрана, а бывшая железнодорожная насыпь используется в качестве велосипедной дорожки.

## Примечание
1. 1 2  Haapsalu raudteejaama peahoone perroonidega (брит. англ.). www.europeana.eu. Дата обращения: 20 апреля 2023. Архивировано 20 апреля 2023 года.